# Кивејтн (Минесота)
Кивејтн (енгл. Keewatin) град је у америчкој савезној држави Минесота.

## Демографија
По попису из 2010. године број становника је 1.068, што је 96 (-8,2%) становника мање него 2000. године.
| Група             | 2000.         | 2010.         |
| Белци             | 1.138 (97,8%) | 1.022 (95,7%) |
| Афроамериканци    | 4 (0,3%)      | 5 (0,5%)      |
| Азијати           | 5 (0,4%)      | 2 (0,2%)      |
| Хиспаноамериканци | 1 (0,1%)      | 3 (0,3%)      |
| Укупно            | 1.164         | 1.068         |